# Vaginatispora aquatica
Vaginatispora aquatica är en svampart som beskrevs av K.D. Hyde 1995. Vaginatispora aquatica ingår i släktet Vaginatispora och familjen Lophiostomataceae.   Inga underarter finns listade i Catalogue of Life.